# Raoul Rigault
Raoul Rigault (Parigi, 1846 – Parigi, 24 maggio 1871) è stato un rivoluzionario francese, tra i protagonisti della Comune di Parigi del 1871.

## Biografia
Figlio di un consigliere della prefettura della Senna, Raoul Rigault frequentò il Politecnico, ma verso il 1865 cominciò a interessarsi più al movimento rivoluzionario blanquista che agli studi, con l'intento di svolgere opera di collegamento tra i lavoratori e gli studenti.
Nel dicembre del 1868 il lancio del suo giornale Le Démocrite, in cui si dichiarava un ateo che aveva «la fede nell'umanità», gli valse tre mesi di carcere dalla giustizia bonapartista, e subì successivamente una decina di arresti, tra i quali uno per aver partecipato alla manifestazione in occasione dei funerali di Victor Noir, e un altro, per aver scritto l'opuscolo Le grand Combat.
Condannato il 13 luglio 1870 a quattro mesi di carcere, fu liberato alla rivoluzione del 4 settembre 1870 e nominato commissario capo della polizia politica dal nuovo prefetto Antonin Dubost, suo amico. S'impegnò attivamente nel movimento rivoluzionario, partecipando alle rivolte contro il governo di difesa nazionale il 31 ottobre 1870, durante la quale occupò la prefettura, e il 22 gennaio 1871. Alla costituzione della Comune, il 20 marzo venne messo a capo della prefettura di polizia. Il 26 marzo venne eletto al Consiglio della Comune dal VII arrondissement di Parigi e fu tra i membri della Commissione sicurezza, ordinando l'arresto di ostaggi, tra i quali Georges Darboy, arcivescovo di Parigi, per rappresaglia contro i massacri perpetrati dai soldati di Thiers.
Il suo acceso anti-clericalismo provocò la sua destituzione, il 24 aprile, dalla prefettura, compensata con la nomina, il 26 aprile, a procuratore della Comune, incaricato delle indagini sui crimini di guerra commessi dall'esercito di Versailles. Il 30 aprile votò a favore della costituzione del Comitato di salute pubblica, e il 23 aprile ordinò la fucilazione di Gustave Chaudey, il responsabile della repressione della manifestazione del 22 gennaio.
Durante la Settimana di sangue combatté, in divisa di ufficiale, sulle barricate del Quartiere latino. Il 24 maggio fu arrestato da un gruppo di soldati di Versailles. L'ufficiale che li comandava gli ordinò, pistola alla tempia, d'inneggiare all'esercito di Versailles, e lui replicò « Viva la Comune! Abbasso gli assassini! », cadendo con la testa fracassata. Il suo cadavere, spogliato dai soldati degli oggetti di valore e delle scarpe, giacque abbandonato per tutto il giorno sul marciapiede di rue Gay-Lussac.